# Barbenuta
Barbenuta – miejscowość w Hiszpanii, w Aragonii, w prowincji Huesca, w comarce Alto Gállego, w gminie Biescas.
Według danych INE z 1991 roku miejscowość zamieszkiwały 2 osoby. Wysokość bezwzględna miejscowości jest równa 1 185 metrów. Kod pocztowy do miejscowości to 22451.